# Dynastie hassidique de Bratslav
Ne doit pas être confondu avec Bratslav (ville).

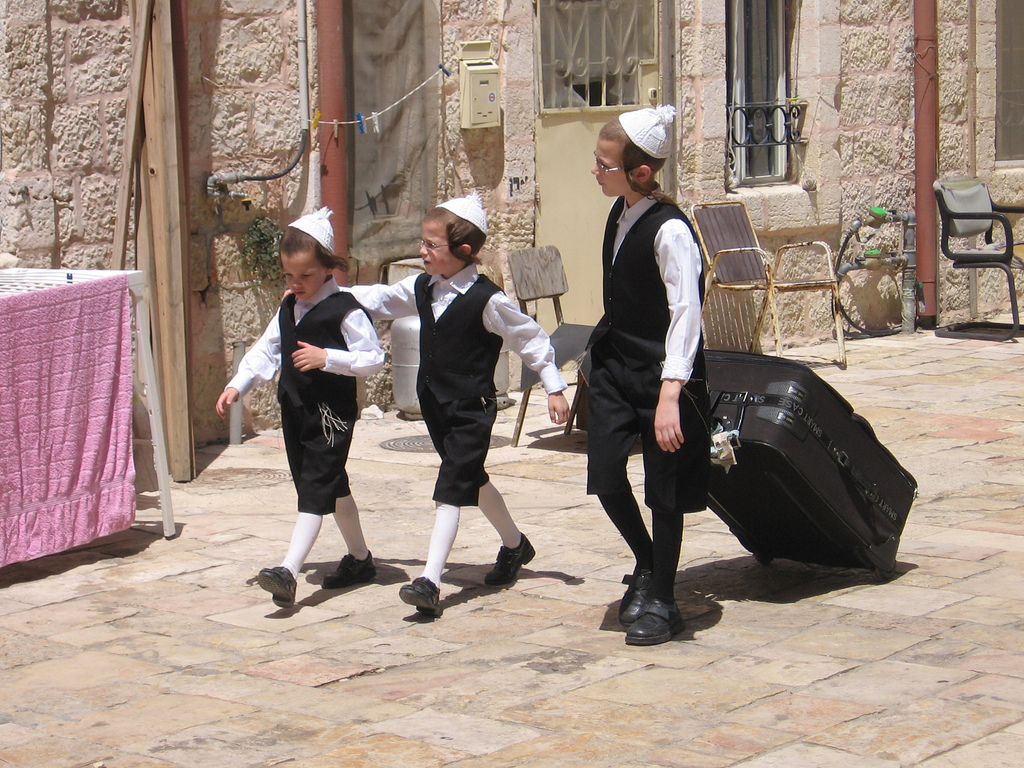
Des jeunes Breslover hassidim se préparent pour le chabbat, à Mea Sharim.

La dynastie hassidique de Bratslav (en hébreu : חסידות ברסלב Hassidout Breslev) est une branche du hassidisme fondée par le rabbin Nahman de Bratslav, arrière-petit-fils du Baal Shem Tov.
Cette dynastie se distingue profondément des autres courants hassidiques par sa doctrine, ses pratiques et sa croyance que nul ne peut succéder à Rabbi Nahman, ce qui a valu à ses adeptes la dénomination de toyte hassidim (« hassidim morts »). L’hostilité qu’ils suscitèrent en Ukraine tandis qu’ils se développaient en Biélorussie, Lituanie et Pologne, leur perception individuelle et collective et leur héritage littéraire, ont contribué à la notoriété de la dynastie, au-delà de son poids véritable dans l’histoire du mouvement hassidique.
Fortement touché par la révolution bolchevique et les purges staliniennes, le mouvement s’est régénéré en Angleterre, aux États-Unis et en Israël où il inspire plusieurs mouvements qui se réclament de son idéologie.

## Histoire

### Rabbi Nahman

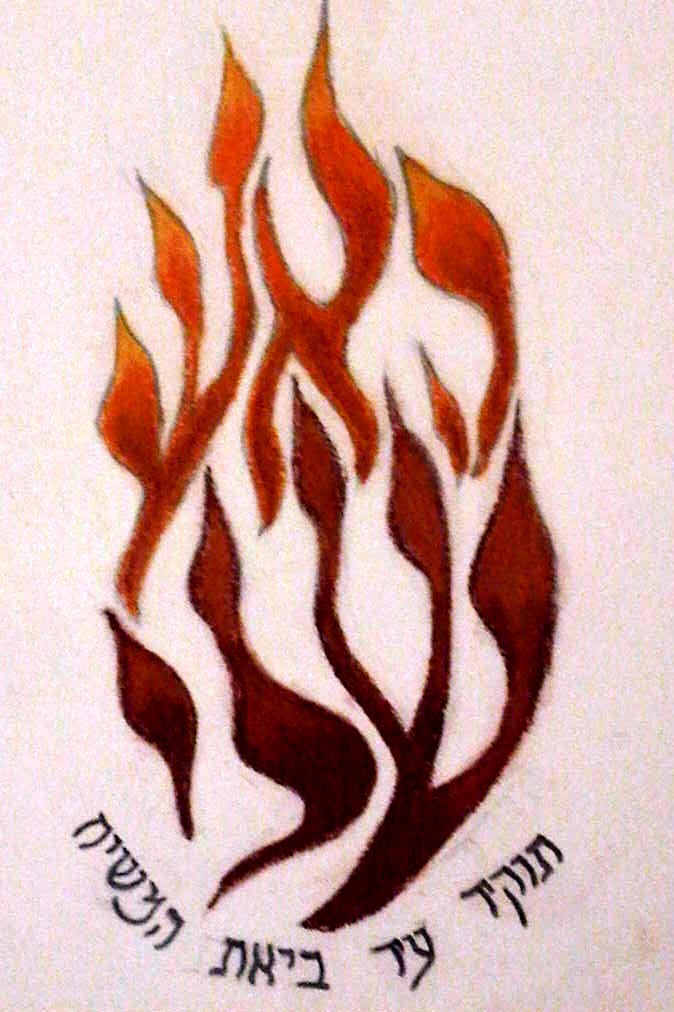
Mon feu brûlera jusqu'à la venue du messie.

Penseur séminal, Nahman ben Feyga attire à lui un cercle d’adhérents qu’il dirige dès 1790, bien avant de s’installer à Bratslav (yiddish : ברסלב Breslov ou Breslev), une ville en Ukraine où il n’aura vécu que les huit dernières années de sa vie. Cependant, lorsqu’il s’y installe en 1802, il déclare que ses adeptes se nommeraient dorénavant les Breslover Hassidim. Selon rabbi Nathan il aurait enseigné que le nom Breslov est composé des mêmes lettres que Lev bassar, « un cœur de chair », faisant écho au verset biblique « Je vous retirerai ce cœur de pierre et placerai en vous un cœur de chair ». 
Ayant voyagé un an en terre d’Israël en 1798, il en revient transformé, reniant ses enseignements antérieurs et se percevant, selon ses propres affirmations, comme une personnalité unique et un chef spirituel suprême, non seulement pour sa génération et celles à venir mais également pour les générations passées. Cette attitude, facilement interprétée comme de l’arrogance pure, et des enseignements différents comme la recherche du tsaddik (« juste ») en soi, entraînent des disputes quasi permanentes avec les autres maîtres hassidiques (à l’exception de Levi Itzhak de Berditchev). Ces disputes permettent au mouvement d’occuper une place de premier rang au sein du hassidisme alors qu’il ne compte que quelques centaines de hassidim réunis en petites communautés dans les provinces de Podolie, Volhynie et Kiev,. Par ailleurs, Rabbi Nahman ayant déduit de ces querelles qu’elles étaient l’une des caractéristiques du tsaddik véritable, elles cimentent paradoxalement le mouvement, qui accepte son statut controversé plutôt que de prendre du recul et continue ainsi à résister à l’hostilité qu’il continue de susciter après la mort de son fondateur.

### Rabbi Nathan
Le maître meurt à l’automne 1810 sans héritier, ses deux fils étant morts en bas âge. Mais son scribe et interprète en chef, Nathan Sternhartz de Nemirov réhabilite le mouvement. Nathan attire de nouveaux adeptes et perpétue les traditions de son maître, en particulier le rendez-vous annuel de Rosh Hashana sur le tombeau de Rabbi Nahman à Ouman. Sternhartz diffuse, expose et publie les enseignements de Rabbi Nahman, mais sans jamais être perçu comme un rabbi de son propre chef,. Dès que Sternhartz se lance dans la réhabilitation du mouvement Bratslav, une vague d'hostilité orchestrée par Rabbi Moshe Tsvi de Savran le vise lui et ses partisans. La controverse atteint son apogée dans les années 1830.

### Troisième génération
Nahman de Tulczyn, préparé par son maître Nathan à la succession, devient la figure principale du mouvement. Cependant, il dirige essentiellement la communauté Bratslav d’Ouman. Les ’hassidim de Bratslav s’installent en petites communautés dispersées, souvent isolées, et généralement sans aucune structure adaptée à une vie communautaire juive.
En plus de Nahman de Tulczyn, plusieurs dirigeants spirituels dirigent localement le mouvement. L’un des mashpi’im les plus influents à cette époque est Nahman Goldshmit, le rabbin de Tsherin.
C’est certainement à cause de cette absence de structures et de continuité dynastique que d’autres attaques éclatent dans les années 1860, dirigées localement par plusieurs tsadikim appartenant à la dynastie hassidique de Tchernobyl.

### Quatrième génération
Au XIXe siècle, malgré l'opposition des autres mouvements hassidiques, le nombre des disciples de Rabbi Nahman en Ukraine, en Russie, en Lituanie et en Pologne croît fortement. Des synagogues hassidiques sont construites à Lublin et à Varsovie et des milliers d'exemplaires de livres hassidiques sont imprimés. 
Des milliers de hassidim ont été emprisonnés ou assassinés pendant les purges staliniennes des années 1930 et tués par les Nazis qui ont envahi l'Ukraine en 1941. Le mouvement survit à la répression religieuse sous le régime soviétique par l'établissement d'un centre essentiel pendant l'entre-deux-guerres en Pologne, où Lublin remplace Ouman comme siège de la réunion annuelle de plusieurs centaines de hassidim de Bratslav. Après la Seconde Guerre mondiale, Bratslav ressurgit en Israël et dans le Nouveau Monde. Cependant, en l'absence d'un rabbin vivant, le mouvement reste faible et fragmenté, dirigé par un certain nombre de rabbins charismatiques. Mais depuis les dernières décennies du XXe siècle, Bratslav profite d'une popularité sans précédent parmi les Juifs laïcs, qui permet à Bratslav de devenir une des plus grandes dynasties hassidiques d'aujourd'hui.

### Bratslav aujourd'hui
Les institutions Bratslav en Israël comprennent aujourd'hui plusieurs synagogues, yeshivot pour tous les âges et académies rabbiniques dans différentes parties de Jérusalem, Bnei Brak et Safed. De nombreux groupes éditent, impriment et distribuent les écrits de rabbi Nahman en toute langue. Certains organisent des conférences et autres programmes éducatifs pour le grand public. Tous ces établissements, gérés et financés de façon indépendante, sont créés à l'initiative d'individus ou de groupes de hassidim. La région de New York compte plusieurs synagogues, proposant des classes et autres activités. À Los Angeles, Londres, Manchester, Paris, Aix-les-Bains et ailleurs, des classes régulières et d'autres activités sont proposées.
Il est pratiquement impossible de donner une estimation numérique de la taille des principales institutions Bratslav dans le monde et il n'existe aucun recensement des adhérents au mouvement. En effet, déjà à l'époque de rabbi Nahman, il n'y a pas vraiment de communauté de Breslover. Même si quelques-uns de ses disciples ont emménagé auprès de lui, la majorité vit dispersée à travers l'Ukraine. Lors des différents Kibboutzim, ils viennent écouter ses enseignements et lui parler personnellement avant de revenir chez eux, s'efforçant d'appliquer ses enseignements dans leur vie quotidienne. Après la mort de rabbi Nahman, Bratslav, où vit Nathan de Bratslav et Ouman où habite Nahman de Tulczyn, deviennent le centre du mouvement avec une communauté florissante dans chacune d'elles . Cependant, l'influence du maître dépasse les frontières, et il y a bientôt plus de Breslover hassidim en Pologne qu'en Ukraine. Les communautés deviennent indépendantes l'une de l'autre, bien qu'aucune ne soit vraiment organisée en communauté structurée. Après la Seconde Guerre mondiale, Bratslav ressurgit en Israël, particulièrement à Safed, Jérusalem et Bnei Braq, où s'installent les trois grands centres du mouvement en Israël. Ces communautés, faisant partie du « courant principal » auraient 65 000 adhérents en 2010, adhérents associés avec le mouvement Bratslav depuis plusieurs générations mais surtout des Baale Teshouva nouvellement arrivés. 
En dehors des principales communautés en Israël et en diaspora, des centaines de petits groupes et d'individus à travers le monde ressentent un fort attachement au mouvement Bratslav. À côté d'eux, un nombre inconnu de chercheurs, d'universitaires et d'étudiants en Yeshiva ou laïcs, étudient les écrits de rabbi Nahman. Cela comprend les Juifs de tous les horizons, ashkénazes ou Sefardim, qui ne sont pas forcément en contact avec les communautés Breslover établie, de par leur éloignement géographique ou pour d'autres raisons. En effet on peut suivre l'enseignement de Rabbi Nahman, tout en étant un membre actif d'une autre communauté juive.
Il existe d'autres factions non officielles au sein de la dynastie, qui, toutes réunies, constituent l'une des plus grandes dynasties hassidiques d'Israël :
- les élèves du rabbin Yaakov Meir Shechter : ce groupe s'appelle « la communauté», et siégeait dans la synagogue Bratslav de Mea Shearim à Jérusalem. Ils l’ont récemment quittée et prient dorénavant séparément. Ils ont une idéologie proche de celle de la Edah Haredit et ne participent pas aux élections. Ces dernières années, ils ont également développé une communauté à Beit Shemesh ;
- les élèves du rabbin Eliezer Berland : un autre grand groupe de Hassidim Bratslav étudie à l'académie talmudique Shouvou Banim dirigée par le Rabbin Eliezer Berland. Dans ce groupe aussi, il faut compter les élèves des rabbins Shalom Aroush, directeur des Institutions Hout Shel 'Hessed, Shmouel Shtern et Michael Gold, tous disciples du rabbin Berland. Un des élèves célèbres du rabbin Shalom Aroush est l'acteur et chanteur Shuli Rand ;
- les élèves du rabbin Shlomo Eliezer Schick sont réunis autour des académies talmudiques Heikhal Kodesh à Yavnéel et New York. Le Moharash s'est fait connaitre par des brochures qu'il a fait diffuser et que ses élèves continuent de propager. Shlomo Eliezer Schick a fixé sa résidence à Yavnéel ;
- les élèves de Reb Israël Dov Odesser : les Na Nahim connus pour leurs danses folkloriques, ces hassidim sont en majorité des Baal teshuva et n'ont pas tous la même idéologie. Ils peuvent être aussi bien haredi que Dati Leoumi. Parmi ses élèves, on cite le rabbin Israël Isaac Besançon. On distingue au moins deux catégories de Na Nahim qui sont divisés autour de la déclaration du Rabbin Israël à la fin de sa vie : Ani (Je suis) Na Nah Nahma Nahman Meouman ! ;
  - les premiers voient dans le Rabbin Israël Dov Odesser le précieux disciple du rabbi Nahman, auquel il lui aurait adressé le Petek (que le Rabbin Israël aurait reçu du ciel), et expliquent que le Rabbin Israël a reçu pleinement la Lumière du Tsadik, par le sacrifice total de sa personne, jusqu'à l'inclure totalement en lui, tout en restant son précieux disciple. Ils sont plus proches du courant principal et participent tous les ans au Kibbouttz à Ouman ;
  - les seconds, appelés aussi Yeroushalmim, prennent la déclaration du Rabbin Israël au sens propre. Ils pensent que le Rabbin Israel est devenu le Rabbin Nahman. Le Rabbin Israël et le Rabbin Nahman ne font donc plus qu'un, Israël Nahman. On entend souvent l'expression Saba Hou Rabbenou : « Saba est le Rabbin Nahman »[16]. Ils ne participent pas au Kibboutz et restent en Israël pour Rosh Hashana où ils se recueillent sur la tombe du Rabbin Israël Nahman au cimetière de Har HaMenouhot à Jérusalem. Ce groupe, qui ne fait pas partie du courant principal, est rejeté par la plupart des adhérents.

## Doctrine du hassidisme Bratslav
La doctrine Breslev repose essentiellement sur le service de Dieu dans la joie, dans la simplicité, dans la sincérité du cœur et conseille de vivre la vie aussi intensément que possible, comme l'enseigne Rabbi Nahman : « C'est une grande mitsva d'être toujours joyeux! ». Les Breslover hassidim voient dans l'étude de la Torah le moyen d'une existence joyeuse, et leur approche du culte est très personnalisée et émotionnelle, en tapant des mains, chantant et dansant. Aussi un Bratslav ne se décourage jamais, car le maitre auquel il s'attache, lui « interdit d'être vieux », lui demande de positiver et de ne jamais s'attarder sur le passé, affirmant que « Le désespoir n’existe absolument pas! Même si l’homme transgresse toute la Thora des milliers de fois, il doit avoir foi qu’il peut recommencer encore à nouveau. C’est cela la Foi parfaite en Dieu car Ses bontés se renouvellent chaque matin et infinie est sa bienveillance. »
Une pratique distinctive des Breslev est la hitbodedout, un formule ralliant prière et méditation. En plus des prières journalières, les Breslover hassidim essayent de passer une heure seul avec Dieu chaque jour, déversant leurs pensées et leurs préoccupations dans leurs langues maternelles, comme s'ils parlaient à un ami très proche. L'objectif est d'établir l'unification avec Dieu et une compréhension plus claire de ses buts et motivations personnelles. Le maître explique que la hitbodedut est la plus haute forme du service divin, et qu'il est pratiquement impossible d'être un bon Juif sans cette pratique. Rabbi Nahman souligne l'importance de l'introspection et insiste sur le fait que tous les Juifs peuvent atteindre le même niveau que lui, s'ils suivent ses enseignements. 
Une autre caractéristique des Breslover est le Kibboutz de Rosh Hashana, rassemblant tous les hassidim en un même endroit, plus particulièrement sur la tombe du maitre à Ouman. Ils essaient également de diffuser les enseignements de leur maître, afin de ne pas être« comme des arbres secs qui ne donnent pas de fruit ».
Donc, de façon générale, le Bratslav a foi en Dieu, Lui fait confiance et sait que « les choses aillent bien ou pas, il est entièrement dépendant de Dieu » et que le mal finira par se transformer en bien. Il se rattache aux « véritables leaders » qui lui permettront de se rapprocher de son Créateur. Sans jamais désespérer, le hassid « sait que son père est fier de lui » et Le sert avec joie et simplicité. Pour être joyeux, il oublie son mauvais passé et se concentre sur l'avenir, le bon. Son maître lui conseille également de « recourir à toutes sortes de choses bêtes si cela est la seule façon d'atteindre la joie ». Avec simplicité, il ne tombe pas dans l'excès et l'extrémisme, car selon le maître « ceux qui sont excessivement stricts dans le service Divin n'ont pas de vie et sont constamment déprimés car ils pensent ne jamais remplir leurs obligations ». À cause de leur rigueur, ils ne ressentent jamais de vitalité, c'est-à-dire de vie, de leurs actions. Suivant ses conseils le hassid à qui il est « interdit d'être stupide », « choisit une mitsva spécifique, et est strict dans sa pratique, sans atteindre le niveau de l'idiotie », comme il est écrit : « Vous vivrez par eux » et non vous mourrez par eux.
Selon le Kohve or de Avrahan ben Nahman de Toulcyne, les trois principaux principes du mouvement sont l'étude journalière du Choulhan Aroukh, la hitbodedout, et le Kibboutz de Rosh Hashana.

## Littérature Bratslav

### Dictée par rabbi Nahman
La littérature Bratslav relève d'une importance particulière, étant un des seuls moyens de liaison entre le maître et ses disciples. Les principaux textes hassidiques vénérés et étudiés par les Hassidim de Bratslav sont ceux du Likoute Moharan, un recueil des enseignements de rabbi Nahman, dont une partie est publiée de son vivant (1808), et le reste durant l'année suivant sa mort. Bien que prenant la forme familière d'homélies hassidiques, l'enseignement de Nahman est marqué par plusieurs caractéristiques uniques. Les liens de connexité entre les idées sont beaucoup plus souples que dans d'autres œuvres hassidiques, créant une série de discours d'envergure, au sein desquels, l'argument intellectuel est remplacé par la construction d'imagination en roue libre. Il y a souvent une qualité lyrique dans l'écriture Nahman et une forme d'expression passionnée qui donne à l'œuvre une place unique dans le corpus hassidique. Un autre livre majeur de la dynastie est le Sipoure Maasyot publié en 1815, une édition bilingue en hébreu et en yiddish. Ce livre recueille les histoires fantastiques racontées par rabbi Nahman, dans le but d'aider à racheter la vie fantasmatique de ses disciples de la domination par le mal. Ces histoires issues de motifs folkloriques d'Europe de l'Est sont entrelacées avec des symboles d'initiation kabbalistiques et baignées d'un air de réalité mythique. Les historiens de la littérature juive moderne dans les deux langues les considèrent comme d'importantes compositions littéraires, et les contes sont encore étudiés et vénérés au sein de la communauté Bratslav, qui produit plusieurs volumes de commentaires sur eux. Grâce à l'adaptation de traduction Martin Buber (1906), il est probable qu'ils influencent Franz Kafka et d'autres écrivains modernes.
Rabbi Nahman a également écrit deux autres livres, le Sefer HaGanouz (Le Livre caché) et le Sefer HaNisraf (le Livre brûlé). Il n'a montré le Sefer HaGanuz à personne et a chargé le Rabbin Nathan de brûler le manuscrit du Sefer HaNisraf en 1808. Personne ne connaît le contenu des deux manuscrits.
Les autres œuvres de Rabbi Nahman comprennent le Tikoun Haklali et leSefer Hamidot qu'il aurait écrit alors âgé de 6 ans.
Sur les instructions de son Maître, reb Nosson rassemble tous les enseignements pratiques et les conseils figurant dans Likouté Moharane et les publie en condensé dans le Likouté Eitzot et le Kitzour Likouté Moharane.
Les écrits Bratslav, en particulier les récits symboliques de rabbi Nahman, attirent les railleries de certains maskilim d'Europe de l'Est, notamment Yosef Perl (1773-1839), qui les satirise. En revanche, dans les premières décennies du XXe siècle, la littérature de Bratslav et son intense spiritualité sont occidentalisées par les penseurs "néo-hassidiques", y compris Martin Buber et Hillel Zeitlin.

### Écrite par Nathan de Bratslav
Après la mort de rabbi Nahman, son scribe Nathan couche par écrit toutes les conversations, fragments de leçons et interactions que lui et d'autres ont eu avec Rabbi Nahman de son vivant. Il les publie dans les collections suivantes.
- Sihot Haran ("La sagesse du Rabbin Nahman") : recueil de conversations et d'enseignements du Maître, rapportés par le Rabbin Nathan.
- Hayé Moharan ("Tsadik") : livre divisé en trois parties qui relatent la vie et les évènements liés aux enseignements du Maître.
- Likouté Halakhoth ("Recueil des lois") : œuvre magistrale du Rabbin Nathan alliant magnifiquement les lois du Choulkhan Aroukh avec l'enseignement de son Maître et un immense savoir personnel sur toutes les facettes de la Torah. Ce livre nous fait découvrir l'aspect ésotérique de la Halakhah.
- Likouté Téfiloth : recueil de Prières, composé par le Rabbin Nathan lui-même sur les instructions du Rabbin Nahman afin de "transformer la Torah en Prière".
- Yémé Moharnath : autobiographie du Rabbin Nathan.
- Alim Litroufah : lettres de Moussar adressées à son fils Yitshak et à ses disciples, basées sur les enseignements de son Maître le Rabbin Nahman.
- Chemoth Hatsadikim : énumération de la plupart des noms de Tsadikim cités dans tout le Tanakh, le Midrach, le Zohar allant jusqu'aux Geonim, Rishonim, Aharonim, Tannaim, etc.

### Note
1. ↑  , courant auquel appartient également la grande majorité des rabbins Bratslav, qui n'ont pas de communauté en propre, même si des centaines de hassidim viennent écouter leurs cours.